# Kalevipoeg
Der Kalevipoeg (estnisch für Kalevs Sohn) ist das von Friedrich Reinhold Kreutzwald verfasste Nationalepos Estlands.

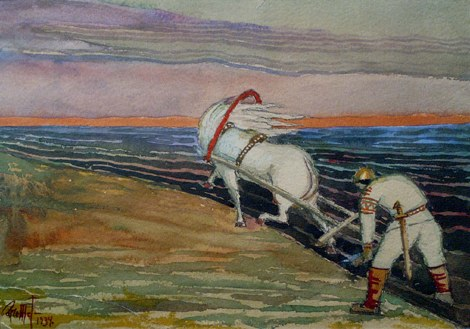
Illustrierendes Aquarell des estnischen Malers Aleksander Promet (1934)

## Inhalt des Epos

### Gesamtcharakterisierung

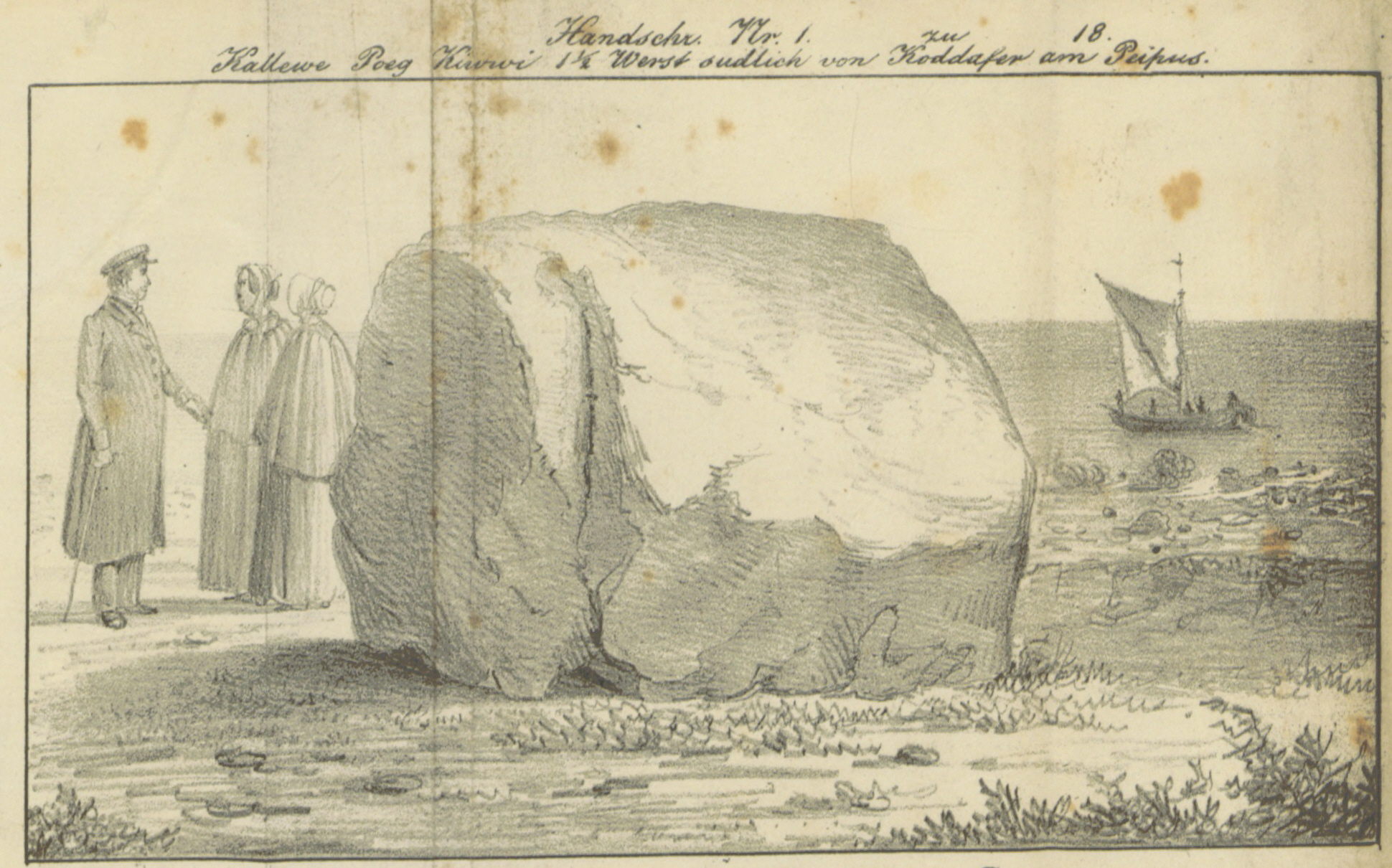
Einer der gigantischen Steine, die Kalevipoeg geworfen haben soll

Das Epos besteht aus gut 19.000 Versen in 20 Gesängen. Es basiert auf Motiven aus estnischen Sagen und Volksliedern, ist in seiner Gesamtheit aber ein Werk des estnischen Schriftstellers Friedrich Reinhold Kreutzwald. Nur ca. ein Achtel des Textes beruht auf originaler Volksdichtung, den Rest hat Kreutzwald auf Basis verschiedener Sagen um den riesenhaften Helden Kalevipoeg selbst geschrieben. In estnischen Legenden (vor allem aus Ostestland) wirft Kalevipoeg gigantische Steine nach seinen Gegnern. Er formt Landschaften, verändert Flussläufe und gründet Städte. Der Charakter des Riesen ist dabei durchaus ambivalent. Mal hilft er Menschen in der Not, mal ist er der unberechenbare, gewalttätige Zerstörer. In dieser Hinsicht gleichen die Sagen um ihn anderen Riesenerzählungen aus dem Baltikum oder Skandinavien. Besonders mit dem finnischen Nationalepos Kalevala gibt es einige Überschneidungen. Die wichtigsten Unterschiede zu anderen Epen oder Helden liegen darin, dass Kalevipoeg außergewöhnlich viel schläft, das heißt allgemein menschliche Züge trägt, und dass das Böse am Ende nicht bezwungen oder ausgelöscht, sondern nur gezähmt wird.

### Die einzelnen Gesänge
Nach Prolog und Einführung, in der die Leserschaft auf die kommenden Erzählungen eingestimmt wird, wird im ersten Gesang die Herkunft des Helden beleuchtet. Sein Vater Kalev hatte die aus einem Birkhuhnei entstandene Linda geehelicht, nachdem diese eine ganze Schar von Freiern abgelehnt hatte.
Im zweiten Gesang erkrankt Kalev und stirbt, während Linda mit seinem letzten Sohn schwanger geht. Bald wird das letzte Kind von Kalev, Kalevipoeg (Sohn des Kalev), geboren. Er ist mit enormen Kräften ausgestattet und wächst zum Recken heran. Parallel dazu wird seine Mutter Linda von vielen Freiern belästigt, die sie alle abweist. Auch der finnische Zauberer ist unter ihnen.
Im dritten Gesang geht Kalevipoeg mit seinen Brüdern auf die Jagd. Währenddessen bemächtigt sich der finnische Zauberer doch Lindas, ist jedoch nicht stark genug, sie auch nach Finnland zu entführen, weil der höchste Himmelsgott Uku auf Lindas Hilferufen den Finnen mit einem Blitz niederstreckt. Aber Linda überlebt die Strapazen nicht und stirbt, während sich der Finne unverrichteter Dinge nach Hause begibt. Nach der Rückkehr von der Jagd suchen die Brüder vergeblich ihre Mutter.
Im vierten Gesang schwimmt Kalevipoeg nach Finnland. Dort vermutet er seine entführte Mutter. Unterwegs macht er Zwischenstation auf einer Insel, wo ihn der Gesang eines jungen Mädchens am Ufer betört. Die beiden finden zueinander, doch das Schreien des Mädchens alarmiert deren Eltern. Als Kalevipoeg daraufhin seinen Namen nennt, erbleicht das Mädchen und stürzt (sich?) in die Tiefe. Kalevipoegs Rettungsversuch ist erfolglos, und die Eltern finden auf dem Grund des Meeres nur ein Adlerei, einen Eisenhut, Baumreste und anderes.
Im fünften Gesang ist Kalevipoeg in Finnland und sucht den Zauberer. Nach einer Weile findet er ihn und macht mit ihm kurzen Prozess, ohne dadurch allerdings herauszubekommen, wo seine Mutter ist. Erst im sich daran anschließenden Traum erfährt der Held, dass seine Mutter tot ist.
Im sechsten Gesang möchte sich Kalevipoeg vor seiner Rückkehr ein Schwert kaufen, also sucht er den finnischen Schmied auf. Als er das passende gefunden hat, ein Prunkstück, das sein Vater einst in Auftrag gegeben hatte, wird zur Feier des getätigten Handels ein Festmahl veranstaltet. Im Rausch kommt es dabei zum Streit zwischen Kalevipoeg und dem Sohn des Schmieds, der der Bräutigam der Inseltochter war. Der Streit eskaliert und Kalevipoeg zieht sein Schwert und erschlägt den Sohn. Daraufhin verflucht der Schmied die Mordwaffe: Möge sie einst ihren Träger töten.
Im siebten Gesang hört Kalevipoeg bei der Rückkehr nach Estland vom Grunde des Meeres seine Schwester singen, die die im vierten Gesange erfolgte Blutschande erklärt. Auch wird ihm unterwegs von Elfen mitgeteilt, dass seine Mutter tot ist. Zu Hause erzählen die Brüder einander ihre Abenteuer und beschließen am nächsten Tag zur Königswahl zu schreiten.
Im achten Gesang suchen sich die Brüder drei Steine an einem See und beschließen, dass derjenige König werden soll, der seinen Stein am weitesten wirft. Kalevipoegs Stein fliegt weit über den See hinaus, und er macht daraufhin als neuer König zunächst das Land urbar. Davon ermüdet, legt er sich schlafen und bindet dem Pferd die Beine zusammen.
Im neunten Gesang muss der Held feststellen, dass Wölfe und Bären sein Pferd gerissen haben, woraufhin er sich wütend an den Tieren des Waldes rächt. Danach schreckt ihn ein Bote mit einer Kriegsnachricht auf, der Kalevipoeg zunächst jedoch wenig Beachtung schenkt. Er verspricht aber selbst zu kommen, falls der Krieg sich ausdehnt. Zum Schluss folgt ein Monolog des Kriegsboten über die Grausamkeit des Krieges.
Im zehnten Gesang schlichtet Kalevipoeg bzw. sein Gehilfe Alevipoeg einen Streit zwischen zwei Satanssöhnen, die sich nicht über die Abgrenzung ihrer sumpfigen Herrschaftsgebiete einig werden konnten. Dabei ergaunert er sich mit Hilfe eines löchrigen Hutes einen Berg von Gold vom Wassergeist, der ihm einen Filzhut voll Gold versprochen hatte, wenn er ihm das Wasser nicht absperre. Als der Wassergeist den Schwindel entdeckt hat, kommt es zum Ringkampf mit Kalevipoeg, den letzterer leicht gewinnt. Danach begibt er sich nach Osten, um sich Bauholz für seine zu bauenden Städte zu besorgen.
Im elften Gesang kehrt Kalevipoeg mit einer Bretterladung zurück und muss sich Angriffe eines anderen Wassergeistes, diesmal des Zauberers des Peipusees erwehren. Dieser entwendet ihm danach, als der Held erschöpft schläft, sogar das Schwert. Aber er kann es nicht weit tragen, es rutscht ihm aus der Hand und sinkt auf den Grund des Kääpabach. Als Kalevipoeg das Fehlen seines Schwertes bemerkt, macht er sich sofort auf die Suche. Er findet es auch, kann es aber ebenso wenig vom Grund des Baches fortbekommen. Missmutig belegt nun auch Kalevipoeg, wie einst der finnische Schmied, das Schwert mit einem Fluch: Wer es einst getragen habe – dabei denkt er an den Dieb – soll vom Schwert getötet werden.

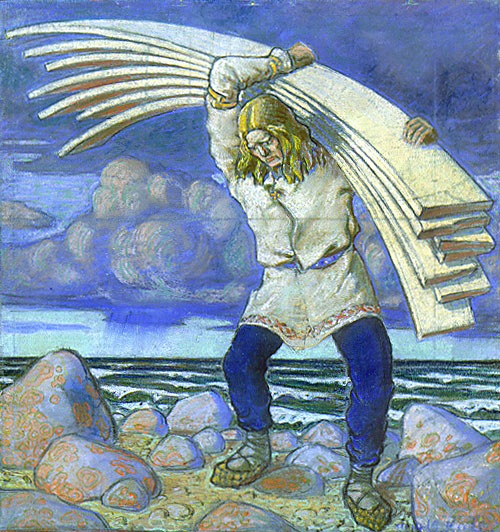
„Kalevipoeg laudu kandmas“ („Kalevipoeg beim Brettertragen“) (1914) von Oskar Kallis (Eesti Kunstimuuseum, Tallinn)

Im zwölften Gesang belästigen die Söhne des Wassergeistes Kalevipoeg mit seiner Bretterladung. Im Abwehrkampf geht ein Brett nach dem anderen zu Bruch, bis eine Stimme Kalevipoeg zuflüstert, dass er mit der Kante schlagen müsse. Gesagt getan, und die Widersacher werden in die Flucht geschlagen. Sein Ratgeber, ein nackter Igel, erhält als Belohnung ein Stück von seinem Fellmantel. Nach einem albtraumgefüllten Schlaf macht er sich abermals auf den Weg nach Osten zum Holzholen, da die Bretterladung arg dezimiert war.
Im dreizehnten Gesang werden Kalevipoeg mit seiner Bretterladung keine Hindernisse mehr in den Weg gelegt, aber er kommt am Eingang der Hölle vorbei und beschließt, ihr einen Besuch abzustatten. Dort entdeckt er einige Mägde, die gegen ihren Willen festgehalten werden. Sie bringen ihm allerlei Tricks bei und gemeinsam sperren sie ihre Bewacherin in der Küche ein.
Im vierzehnten Gesang erkundet Kalevipoeg die Unterwelt und trifft auf den Teufel, der ihn zum Kampf stellt. Durch eine List der gefangenen Mägde besiegt er ihn und verlässt mit reicher Beute und den befreiten Mägden die Unterwelt.
Im fünfzehnten Gesang schüttelt Kalevipoeg seine Verfolger aus der Unterwelt ab. Danach fällt er in einen schweren Schlaf, während dessen er von der Körperflüssigkeit einer Zauberertochter beinahe ertränkt wird. Endlich tritt Olevipoeg auf und setzt den von Kalevipoeg begonnenen Plan des Städtebaus in die Tat um. Des Weiteren wird hier das Schicksal der Mägde ausführlich beschrieben.
Im sechzehnten Gesang will Kalevipoeg ans Ende der Welt fahren. Unterwegs trifft er den Lapplandweisen Varrak, den er als Lotsen an Bord nimmt. Obwohl sie recht weit kommen, sieht Kalevipoeg schließlich ein, dass sein Unterfangen zum Scheitern verurteilt ist. Unverrichteter Dinge kehrt er nach Hause zurück.
Im siebzehnten Gesang tauft Kalevipoeg die fertiggestellte Stadt auf den Namen Lindanisa (einen der alten Namen Tallinns). Dann bricht wieder Krieg aus. Kalevipoeg schlägt die Feinde in die Flucht, verliert aber sein Pferd. Danach zieht er mit seinen Gefährten durchs Land und erlebt vor einem Höhleneingang merkwürdige Dinge bei einer Suppe kochenden Alten.
Im achtzehnten Gesang begibt sich Kalevipoeg zum zweiten Mal in die Unterwelt, um den Teufel endgültig zu besiegen. Nach Überwindung einiger Hindernisse trifft er endlich den Hausherrn und fordert ihn zum Zweikampf.
Im neunzehnten Gesang wird dieser Kampf ausgetragen. Er dauert sieben Tage und sieben Nächte und sieht Kalevipoeg als Sieger hervorgehen. Er fesselt den Herrscher der Unterwelt und verlässt diese mit reicher Beute. Im Lande bricht eine Periode von Wohlstand und Glück an, die erst mit erneuten Kriegsbotschaften endet.
Im letzten und zwanzigsten Gesang bereitet man sich auf den Krieg vor. Der Gegner ist diesmal übermächtig und viele Gefährten von Kalevipoeg sterben. Der Held selbst zieht sich missmutig zurück und steigt dabei aus Versehen in den Kääpabach. Das dort liegende Schwert trennt ihm die Beine vom Rumpf, und Kalevipoeg stirbt. Im Himmel aber wird eine neue Aufgabe für ihn formuliert: Von nun an soll er das Höllentor bewachen, damit der Gehörnte nie mehr Unheil auf der Welt anrichten könne.

## Entstehungsgeschichte
In Volksliedern sind Geschichten um die Gestalt Kalevipoegs kaum überliefert. In der Literatur wird er zuerst im 17. Jahrhundert von Heinrich Stahl aufgegriffen. Konkrete Ideen, die Geschichten erstmals schriftlich niederzulegen, kamen nach der erstmaligen Veröffentlichung der Kalevala in Finnland 1835 auf. Ein deutscher Estophile und Schwärmer, Schultz-Bertram, brachte diese Idee in der Gelehrten Estnischen Gesellschaft auf und eines der Gründungsmitglieder der Gesellschaft, der Arzt Friedrich Robert Fählmann, verfasste 1839 erste Entwürfe für ein Nationalepos.
Nach Fählmanns Tod im Jahr 1850 wurde Kreutzwald, der mit Fählmann befreundet gewesen war, mit der Fortführung dessen Arbeit beauftragt. Nach anfänglichen Plänen, den Kalevipoeg auf Deutsch und in Prosa niederzulegen, entschied er sich für die traditionelle, auch in der Kalevala verwandte Versform. Er konnte sich dabei nur auf wenige Originaltexte (Volkslieder) stützen und dichtete große Teile auf Grundlage der Volkserzählungen selber. Einige Passagen und Figuren sind auch von Kreutzwald frei erfunden, um dem Werk eine Erzählstruktur zu geben und den „Lehrauftrag“ zu stützen, ein Geschichtsbewusstsein stiftendes Epos zu schaffen. So kommt es, dass in der heutigen Fassung des Kalevipoegs nur rund ein Achtel „originale“ Verse sind, während der Rest eine Imitation deren Stils darstellt. Das Versmaß orientiert sich an der altestnischen Stabreimdichtung und besteht meist aus einem achtsilbigen (und damit vierhebigen) Trochäus.
Die erste Version des Kalevipoegs mit 13.817 Versen konnte wegen Vorbehalte der Zensur 1853 nicht gedruckt werden. Die zweite, gründlich überarbeitete Ausgabe mit 19.087 Versen erschien zwischen 1857 und 1861 in sechs Lieferungen in der wissenschaftlichen Reihe der Gelehrten Estnischen Gesellschaft. So konnte die Zensur umgangen werden, da sich das Werk nun an ein wissenschaftliches Publikum, nicht ans Volk richtete. Dazu war ihm auch eine parallele deutsche Übersetzung beigegeben. 1862 erschien schließlich eine minimal gekürzte und einsprachig estnische Ausgabe mit 19.023 Versen für die breite Öffentlichkeit.
Der Kalevipoeg war in der Folge – ganz im Sinne seines Schöpfers – für die Rückbesinnung auf die eigene kulturelle Identität und die Entwicklung eines Nationalbewusstseins in Estland von großer Bedeutung. Auch schuf das Werk eine bis dahin unbekannte lyrische estnische Sprache.

## Bearbeitungen, Umsetzungen
Das Epos ist immer wieder bearbeitet und auf die Bühne gebracht worden. Neben den zahlreichen Neuausgaben in Estland ist vor allem eine Bearbeitung für die Jugend von Eno Raud berühmt geworden. Sie liegt auch in deutscher Übersetzung vor. Anlässlich des 200. Geburtstages von Friedrich Reinhold Kreutzwald inszenierte Markus Zohner 2003 in Tallinn das Epos als Theaterstück „Kalevipoeg – The cool estonian epic“. Es ist eine Koproduktion von VAT Teater Tallinn mit Markus Zohner Theater Compagnie, Lugano und seit der Uraufführung weltweit auf Tournée.

## Übersetzungen

### Deutsche Übersetzungen und Nacherzählungen
Ausführlich hierzu:
- 1857–1861: Kalewipoeg, eine Estnische Sage. In: Verhandlungen der gelehrten Estnischen Gesellschaft zu Dorpat. Vierter Band. Erstes Heft. Dorpat 1857; Vierter Band. Zweites Heft. Dorpat 1858; Vierter Band. Drittes Heft. Dorpat 1859; Vierter Band. Viertes Heft. Dorpat 1859; Fünfter Band. Erstes Heft. Dorpat, 1860; Fünfter Band. Zweites und drittes Heft. Dorpat, 1861.

- 1873 (Nacherzählung): Christian Conrad Israël: Kalewipoeg oder die Abenteuer des Kalewiden. Eine estnische Sage, frei nach dem Estnischen bearbeitet. Heyder & Zimmer, Frankfurt a. M. 1873.

- 1875 (freie Bearbeitung, Umdichtung): Julius Grosse: Die Abenteuer des Kalewiden. J. J. Weber, Leipzig 1875.

- 1894 (Nacherzählung für Kinder): Kalewipoeg. Ein estnisches Märchen. Bearbeitet für Kinder von 8–12 Jahren. Herausgegeben zum Besten der Fennerschen Taubstummen-Anstalt. Kluge & Ströhm, Reval 1894.

- 1900 (neue Übersetzung, einsprachige Ausgabe): Kalewipoeg. Aus dem Estnischen übertragen von Ferdinand Löwe. Mit einer Einleitung und mit Anmerkungen herausgegeben von Villem Reiman. Franz Kluge, Reval 1900.

- 1988 (Bearbeitung für Kinder): Eno Raud: Als kühne Recken durch die Lande zogen. Der Kinderbuchverlag, Berlin 1988.

- 1997 (Nacherzählung) Kalewipoeg. Versepos von F.-R. Kreutzwald, nacherzählt von Friedrich Balcke. Verlag Harro v. Hirschheydt, Wedemark-Elze 1997.

- 2004 (Neudruck der Übersetzung von 1900): Peter Petersen (Hrsg.): ‘Kalevipoeg. Das estnische Nationalepos.’ In der Übersetzung von Ferdinand Löwe. Mayer, Stuttgart 2004.

### Übersetzungen in andere Sprachen
Vollständige Übersetzungen gibt es neben der deutschen in den folgenden Sprachen:
- Englisch
- Finnisch
- Französisch
- Hindi
- Lettisch
- Litauisch
- Rumänisch
- Russisch
- Schwedisch
- Ukrainisch
- Ungarisch

Teilübersetzungen oder Prosafassungen gibt es in den folgenden Sprachen:
- Dänisch
- Esperanto
- Italienisch
- Jiddisch
- Tschechisch
- Spanisch

## Einfluss im Baltikum
Das Vorbild von Kalevala und Kalevipoeg führte zu Bestrebungen im Nachbarvolk der Letten, ein eigenes Nationalepos zu schaffen. Der Autor Andrejs Pumpurs führte in seinem Werk Lāčplēsis (Der Bärentöter, 1888) einen estnischen Riesen Kalapuisis ein, der anfangs Gegner war, aber dann Kampfgenosse wurde.